# Alkazar

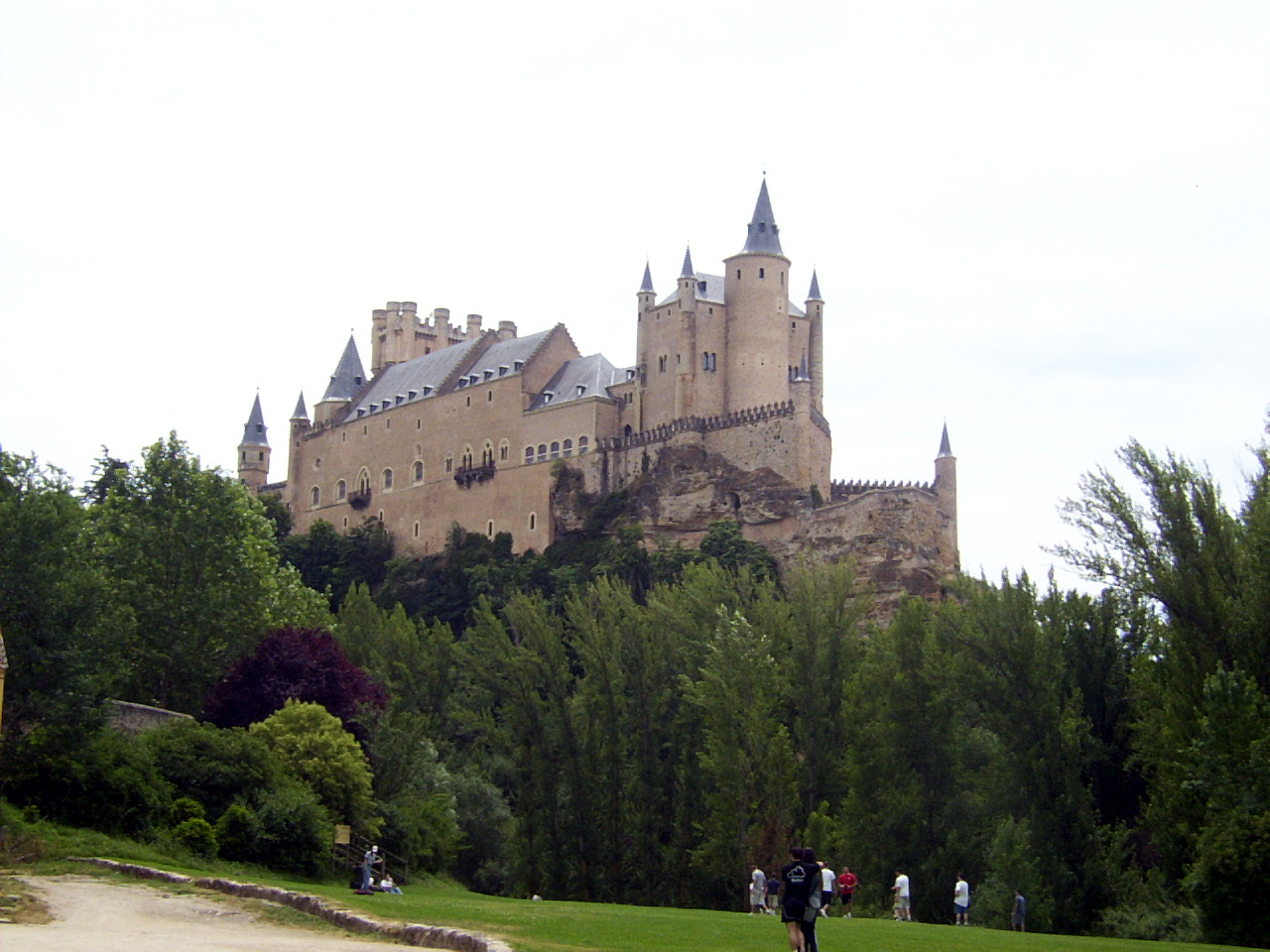
Alkazar w Segowii

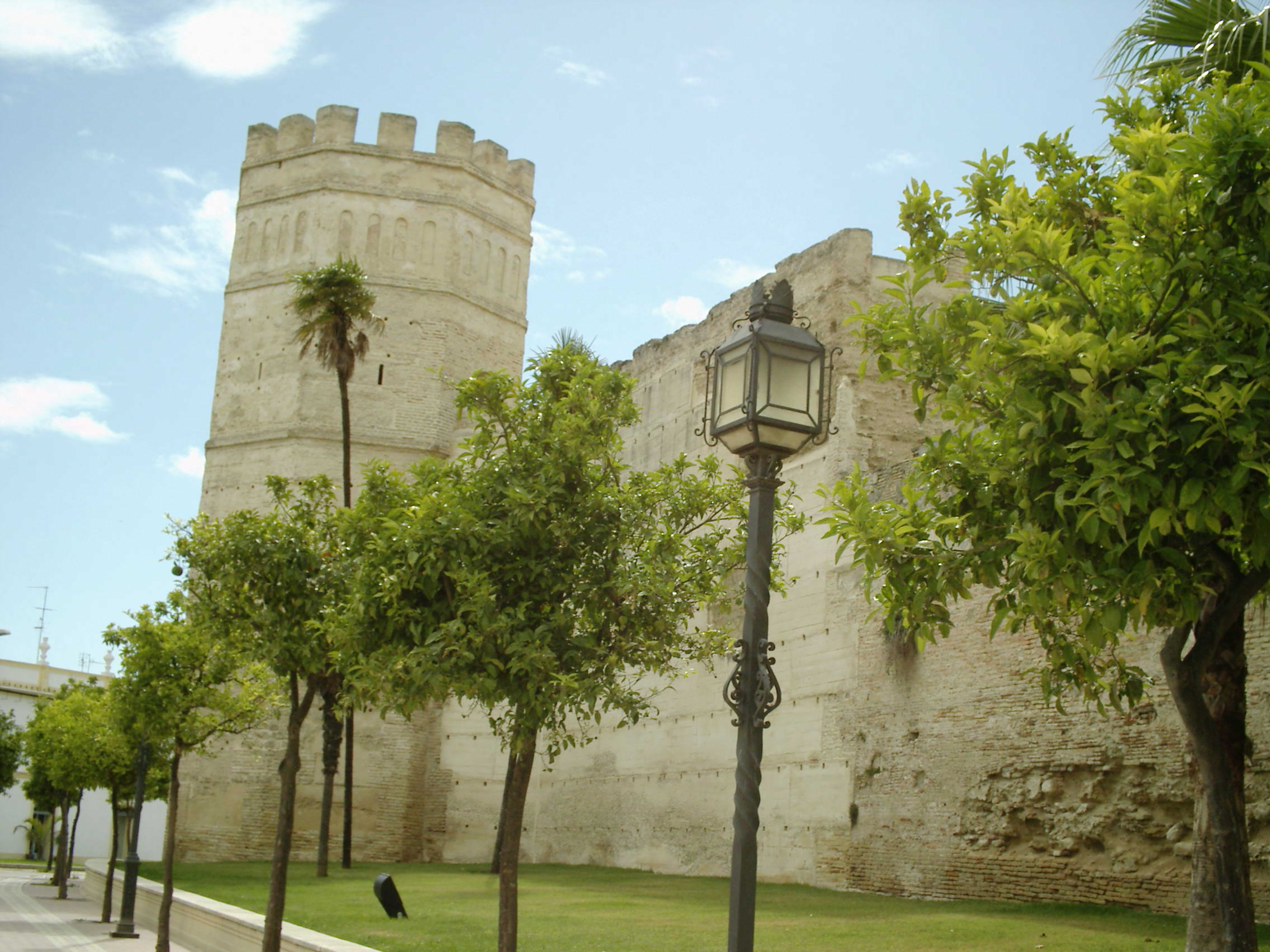
Alkazar w Jerez de la Frontera

Alkazar (arab. القصر, trb. al-qaṣr, w tłum. na pol. „pałac”, „zamek”, „fort”; hiszp. alcázar) – na Bliskim Wschodzie – świecka rezydencja o charakterze reprezentacyjnym, budowana w centrum lub poza murami miasta. W Hiszpanii – warowny, a zarazem reprezentacyjny pałac mauretański o cechach architektury muzułmańskiej, którego pomieszczenia mieszkalne i użytkowe były grupowane wokół dziedzińców z portykami. Alkazar w Sewilli uchodzi za najwybitniejsze dzieło architektury mauretańskiej w Hiszpanii.
Najbardziej znanymi są alkazary:
- w Segowii (Alcázar de Segovia), pochodzący z XI wieku,
- w Saragossie (El Palacio de La Aljafería), pochodzący z XI wieku,
- w Sewilli (Real Alcázar de Sevilla), pochodzący z XII wieku,
- w Toledo (Alcázar de Toledo), pochodzący z XII wieku,
- w Jerez de la Frontera (Alcázar de Jerez de la Frontera), pochodzący z XII wieku,
- w Kordobie (Alcázar de los Reyes Cristianos), pochodzący z XIV wieku,
- w Madrycie (Alcázar de Madrid), nieistniejący.